# Animacja niezależna
Animacja niezależna (ang. independent animation, indie animation) – animacja produkowana przez niezależnych twórców bez wsparcia ze strony korporacji produkujących i udostępniających filmy i seriale animowane. 

## Problemy z produkcją dla dużych wytwórni filmowych
Animacje produkowane na zlecenie dużych korporacji borykają się z szeregiem ograniczeń i problemów. Dotyczą one m.in. docelowej grupy odbiorców, modelu finansowania czy wymogów czasu antenowego.

### Nadzór kreatywny
W przypadku filmów i seriali skierowanych do młodszych odbiorców, spółka będąca zleceniodawcą bardzo często ingeruje w fabułę produkcji, nie pozwalając scenarzystom np. na uśmiercanie bohaterów czy przesadną brutalność scen.
Przykładowo, premiera finału 2 sezonu Płazowyżu, serialu powstałego na zlecenie Disney TVA, została przesunięta przez „zmianę w harmonogramie”, bez podania przez spółkę oficjalnego powodu. Dopiero później okazało się, że przyczyną opóźnienia była scena śmierci na końcu odcinka. Aby uniknąć zmian w scenariuszu, na początku odcinka dodano o tym informację, a na końcu – czołówkę 3 sezonu, która pokazywała, że bohaterka nie jest martwa.

### Anulowanie kontynuacji
Wiele twórców seriali animowanych dla platform streamingowych otrzymuje zlecenia na 1 lub maksymalnie 2 sezony, po czym ich współpraca ze spółką się kończy. Zazwyczaj jest to spowodowane wysokimi wymogami odnośnie do popularności i oglądalności produkcji po określonym czasie. w mediach opisywano, jak Netflix skończył produkcję kolejnych sezonów dla seriali takich, jak Scavengers Reign czy Korporacja konspiracja.

### Reprezentacja osób LGBT+
Znanych jest wiele przypadków, w których nadzór kreatywny danej spółki ingerował w scenariusze jej produkcji, ograniczając w nich reprezentację bohaterów ze społeczności LGBT+ lub, w skrajnych przypadkach, kończąc kontynuację serii.
Alex Hirsch w trakcie produkcji serialu Wodogrzmoty małe otrzymywał wielokrotnie wiadomości od działu Standards & Practices Disneya, w których od autora wymagano, aby usuwać lub zmieniać fragmenty scenariusza odnoszące się do homoseksualnej relacji bohaterów drugoplanowych.
Serial Disney TVA, Sowi Dom był jedną z serii telewizyjnych z najszerszym spektrum bohaterów LGBT+. W trakcie premierowej emisji odcinków 2 sezonu, Disney TVA ogłosiło, że 3 sezon będzie ostatnim i zamiast z 20 odcinków będzie składał się z 3 wydłużonych. Media spekulowały, że mogło się to wiązać z nieheteronormatywnymi bohaterami i bohaterkami oraz wątkami miłosnymi, a także pierwszą niebinarną osobą bohaterską w oryginalnych produkcjach Disneya. Dana Terrace, twórczyni serialu wyjawiła w trakcie swojej sesji Ask Me Anything na Reddicie, że metraż serialu został skrócony, ponieważ „nie wpisywał się on w markę Disneya”. Dodatkowo, w tłumaczeniu na inne języki homoseksualne wątki były redukowane i zmieniane. Tłumaczenie serialu na język chiński (dla Tajwanu) całkowicie pomijała wątek miłosny głównej bohaterki, w niektórych momentach całkowicie zmieniając sens dialogu a w innych wycinając niektóre sceny. Zdanie „Let's dress up and travel together”, które zastąpiło oryginalne wyznanie miłości, stało się internetowym memem. Podobna sytuacja zaistniała w tłumaczeniu na język polski – choć odpowiedzialne za tłumaczenie i dubbing SDI Media Polska pozostawiło oryginalny wątek homoseksualny w 8 odcinku 2 sezonu, od następnego odcinka w dialogach głównej bohaterki regularnie zastępowano oryginalne „girlfriend” na „przyjaciółka”.

## Historia

### Współczesna animacja niezależna
Wraz z rozwojem Internetu w latach 90. i 2000. nastąpił gwałtowny wzrost produkcji niezależnych animacji, w tym osobistych niezależnych prac Timothy'ego Hittle'a, Janie Geiser, Johna R. Dilwortha, Lewisa Klahra i Johna Schnalla. Moc komputerów osobistych wzrosła do punktu, w którym jedna osoba mogła wyprodukować animowaną kreskówkę na komputerze domowym, używając oprogramowania takiego jak Flash, i rozpowszechniać te krótkie filmy w sieci WWW. Niezależne kreskówki internetowe rozkwitły wraz ze wzrostem popularności sieci, a wiele dziwnych, często zabawnych krótkich kreskówek zostało wyprodukowanych dla sieci.
Pod koniec lat 90. niezależny animowany film krótkometrażowy zatytułowany The Spirit of Christmas został wyprodukowany za mniej niż 2000 dolarów przez dwóch artystów, Matta Stone'a i Treya Parkera. Film ten był szeroko rozpowszechniany w Internecie w wersji pirackiej, a jego fenomenalna popularność dała początek popularnemu telewizyjnemu serialowi animowanemu South Park. Ograniczona przepustowość łącza w latach 90. utrudniała, a nawet uniemożliwiała streaming. Podczas gdy niektórzy animatorzy, tacy jak John K. ze Spümcø, zdecydowali się na użycie Flasha, nadal wymagało to wtyczki, co uniemożliwiało wyświetlanie w wielu wczesnych przeglądarkach internetowych. Inni wcześni animatorzy online, tacy jak M. Wartella, zdecydowali się użyć animowanego GIF-a, aby przezwyciężyć te ograniczenia i stworzyć wczesną animację internetową widoczną we wszystkich przeglądarkach.
Niezależna animacja w 2000 roku obejmowała animowane filmy fabularne, takie jak Sita Sings The Blues Niny Paley, animowane filmy fabularne Czerwony Kapturek – prawdziwa historia i Krowy na wypasie oraz pierwszy animowany film reżysera Wesa Andersona – jego adaptacja poklatkowa Fantastycznego Pana Lisa Rolanda Dahla z 2009 roku.
W połowie i pod koniec lat 2000. YouTube i Internet oraz podobna dystrybucja wideo online, oprócz niezależnych witryn nadawczych, które ukazały się później, okazały się dominującą formą niezależnie dystrybuowanych, nadawanych, edytowanych i produkowanych animowanych programów telewizyjnych, anime, filmów fabularnych, teledysków, animacji retro, reklam, zwiastunów, oryginalnych treści animowanych online i produkcji udostępnianych wyłącznie w Internecie (które w przeciwnym razie nie miałyby szansy na zobaczenie czasu antenowego w bardziej normalnych i kosztownych formach głównego nurtu nadawania w większości sieci telewizyjnych, które nadal funkcjonują na bardziej tradycyjnej matrycy dystrybucji). The Annoying Orange, który rozpoczął się jako seria wiralowych animowanych filmów komediowych quasi-CGI na YouTube, szybko zyskał kultową popularność i ponad 100 milionów wyświetleń online. Jest to przykład animowanego serialu internetowego, który z powodzeniem przeszedł z dystrybucji internetowej do telewizyjnej, jako serial animowany na Cartoon Network.

#### Lata 20. XXI w. i problemy przemysłu animacji
W ocenie mediów nowe produkcje Disney Pixar, zaczynając od 2022 roku, opierają swoje fabuły na coraz bardziej powtarzalnych schematach i mniej odważnych zabiegach artystycznych. Musical Życzenie z 2023 r. został opisany jako „wymuszona produkcja” pozbawiona innowacji. Film Dziwny świat doświadczył bojkotu ze strony części widzów przez umieszczenie w roli głównego bohatera postaci homoseksualnej. Dodatkowo premiera kinowa nie odbyła się w wielu krajach, w których media zawierające wątki LGBT+ są cenzurowane. Poza tym jego fabuła również była opisywana jako schematyczna. Filmy Buzz Astral, Dziwny świat i Między nami żywiołami przyniosły spółce o zyski mniejsze niż przewidywano, o 65% mniej niż filmy animowane produkowane w latach 1990-2019. W tym okresie również serwisy streamingowe należące do spółki – Disney+ i Hulu – ponosiły znaczne straty. W drugim kwartale 2023 r. Disney+ stracił 11.7 milionów subskrybentów i obciążył spółkę kwotą 512 milionów dolarów. W maju 2024 r. Pixar Animation Studios  zwolniło 175 pracowników w związku z ograniczaniem przez studio produkcji oryginalnych seriali przesyłanych w streamingu.
Równocześnie, w tym samym okresie ogromną popularnością cieszyły się nowe i kontynuowane produkcje niezależne. Szczególny sukces odcinka pilotażowego The Amazing Digital Circus umożliwił produkcję sezonu składającego się z 9 odcinków. Jasmine Yang, producentka serialu, powiedziała w wywiadzie, że gdyby ekipa Glitch Productions musiała stworzyć cały sezon przed udostępnieniem odcinka pilotażowego, produkcja zajęłaby lata. W tym samym wywiadzie Yang skrytykowała przyjęty przez serwisy streamingowe model binge-watching'u, ponieważ „[odbiorcy] muszą wszystko przetrawić, stworzyć społeczność i z niecierpliwością oczekiwać kolejnego odcinka.” Z tego powodu nieregularne udostępnianie kolejnych odcinków, spójne z ich cyklem produkcji, jest nie tylko praktyczne ale również sprzyjające popularności samej serii.
Niezależne animacje popularne w ostatnich latach, opublikowane w serwisie YouTube obejmują serial animowany dla dorosłych Helluva Boss oraz odcinki pilotażowe do Hazbin Hotel, Long Gone Gulch, Murder Drones i Lackadaisy. Podczas gdy Helluva Boss i Hazbin Hotel są tworzone przez niezależną animatorkę Vivienne Medrano Long Gone Gulch został napisany i wyprodukowany przez Tarę Billinger i Zacha Bellissimo, którzy pracowali nad animacjami dla Cartoon Network, Adult Swim i Disney+. W tym samym czasie serial internetowy dla wszystkich grup wiekowych, Sherwood, również wydał wszystkie 12 odcinków na YouTube Originals, udostępnionych bezpłatnie w kwietniu 2020 r..
Cryptozoo Dasha Shawa, twórcy komiksów alternatywnych, który stał się animatorem, odniósł znaczący sukces na festiwalu filmowym Sundance, zdobywając nagrodę NEXT Innovator Award, a rok później był również nominowany do nagrody Johna Cassavetesa na Independent Spirit Awards.
Animator Andrew Chesworth, który wcześniej pracował w Disneyu (będąc animatorem przy Ralphie Demolce, Krainie Lodu, Get a Horse!, Wielkiej Szóstce, Feast, Zwierzogrodzie i Moanie) i Netflixie (nad laureatem nagrody Annie 2019 dla najlepszego filmu animowanego Klaus), pracował niezależnie nad swoimi własnymi projektami, dzięki czemu został nominowany się do Oscara w 2023 roku za The Brave Locomotive, list miłosny do Andrews Sisters i animacji z lat 40. XX wieku. Po raz pierwszy wymyślony w 2008 roku, opublikował online w 2015 roku sekwencję otwierającą, która była w toku, zanim została odłożona na półkę po zatrudnieniu przez Disneya w 2011 roku.
W czerwcu 2022 roku Olan Rogers, autor popularnego serialu Final Space, przesłał zwiastun swojego kolejnego projektu, animacji zatytułowanej Godspeed, prosząc o pomoc w jego sfinansowaniu na Kickstarterze. Kampania została sfinansowana w ciągu zaledwie dwóch godzin, osiągając 580% pierwotnego celu.15 grudnia 2023 r. premierę na YouTubie miał pilot serialu Godspeed. Odcinek zebrał ponad 1.5 miliona wyświetleń.
25 października 2023 r. Zi „Zeddyzi” Chen na swoim Webtoonie ogłosiła zbiórkę na Kickstarterze mającą na celu zebranie pieniędzy na pilot animacji Ramshackle, opartej na komiksie autorki. 6 kwietnia 2024 r. odbyła się premiera odcinka na Youtubie, który w ciągu dwóch miesięcy zgromadził ponad 5.6 milionów wyświetleń.
Inne godne uwagi animacje niezależne z lat 2020. to Marcel the Shell with Shoes On, Ninety-Five Senses, War Is Over!, i My Year of Dicks.

## Animacja niezależna w różnych krajach

### Włochy
Do niezależnych włoskich animatorów należą Ursula Ferrara (która użyła technik podobnych do pionierów animacji, takich jak Emile Cohl w swoim filmie Lucidi Folli z 1986 roku), Alberto D'Amico, Saul Saguatti (znany z serii Short Splatter Collection z 1995 roku) i Bruno Bozzetto, znany z filmu fabularnego Allegro Non Troppo z 1976 roku i nominowanego do Oscara Grasshoppers z 1990 roku.

### Niemcy
Jednym z najwcześniejszych pełnometrażowych filmów animowanych były Przygody księcia Achmeda, nakręcone w 1926 roku przez Lotte Reiniger, niemiecką artystkę, która stworzyła animację sylwetkową z wykorzystaniem skomplikowanych wyciętych postaci i podświetlenia.

### Wielka Brytania
BFI sfinansowało około trzydziestu eksperymentalnych animacji od połowy lat pięćdziesiątych do połowy lat dziewięćdziesiątych (godne uwagi przykłady: The Quay Brothers). Innym ważnym współtwórcą niezależnej animacji w Wielkiej Brytanii był Channel 4, który zyskał międzynarodową reputację jako jeden z najbardziej odważnych nadawców animacji, prezentując prace Joanny Quinn (Girls' Night Out), Alison de Vere (Mr. Pascal) Paula Barry'ego (The Sandman), Marka Bakera (The Village), Barry'ego Purvesa (Next) i byłego animatora National Film Board of Canada Paula Driessena (3 Misses).
Inny brytyjski animowany kamień milowy, adaptacja Watership Down z 1978 roku autorstwa amerykańskiego filmowca Martina Rosena, również został nakręcony niezależnie.

### Francja
Przykłady francuskich niezależnych działań obejmują nagrodzoną w Cannes Fantastyczną planetę René Laloux (1973) oraz własną adaptację powieści graficznej Marjane Satrapi Persepolis z 2007 roku.

### Japonia
Kōji Yamamura, Masaaki Yuasa, Yoji Kuri i Kihachiro Kawamoto są uznanymi japońskimi niezależnymi animatorami znanymi ze swoich walorów artystycznych.

### Chiny
Reżyser animacji Liu Jian jest znany ze swoich niezależnie wyprodukowanych filmów Piercing I (2010) i Art College 1994 (2023).

### Korea Południowa
Niezależna animacja celulozowa wyprodukowana w Korei Południowej w latach 1980-90 obejmowała wielokrotnie nagradzaną opowieść Lee Yong-bae o Śpiącym Buddzie Wa-Bull (1994) i mocno polityczną twórczość Choe Jeong-hyeona.

### Brazylia
W 2016 roku Chłopiec i świat (wydany w 2013 roku) autorstwa Alê Abreu zdobył pierwszą nagrodę Annie dla najlepszego filmu animowanego – niezależnego podczas 43. ceremonii wręczenie nagród. Dwa lata później Tito e os Pássaros był nominowany w tej samej kategorii.

### Chile
Debiutancki film krótkometrażowy Pato Escali z 2014 roku, Niedźwiedzia opowieść, zdobył Oscara dla najlepszego krótkometrażowego filmu animowanego. W rezultacie wielu animatorów, takich jak Fernanda Frick (Here's the Plan), która pracowała nad Niedźwiedzią opowieścią, i Hugo Covarrubias (nominowana do Oscara Bestia), stworzyło własne animowane filmy krótkometrażowe w Chile.

### Czechy
Michaela Pavlátová jest znana z tworzenia niezależnych filmów, takich jak film z 2021 roku Moje slunce Mad, który był nominowany do nagrody Złotego Globu dla najlepszego pełnometrażowego filmu animowanego.
Inni legendarni czescy niezależni animatorzy to Jiri Trnka i Jan Svankmajer.

### Estonia
Estoński animator Priit Pärn jest znany ze swoich surowych rysunków, czarnego humoru i satyrycznego, absurdalnego tonu w takich filmach jak Śniadanie na trawie (1988) i 1895 (1995; ten ostatni naśmiewa się z wpływu kina na postrzeganie historii, tożsamości i narodowości, pełen filmowych odniesień, stereotypów kulturowych i wewnętrznych żartów).

### Dania
Animowany dokument Jonasa Pohera Rasmussena z 2021 roku Przeżyć był nominowany do trzech Oscarów: Najlepszy pełnometrażowy film dokumentalny, Najlepszy międzynarodowy film fabularny (drugi nieanglojęzyczny film animowany po izraelskim dokumencie wojennym Ariego Folmana z 2008 roku Walc z Baszirem) i Najlepszy pełnometrażowy film animowany (stając się pierwszym filmem animowanym, który został nominowany we wszystkich trzech kategoriach).

### Australia
Debiut fabularny Billa Kroyera z 1992 roku Dolina paproci, z głosem komika Robina Williamsa w roli Batty'ego, również powstał niezależnie (w ramach jego własnego studia Kroyer Films, które stworzyło również nominowany do Oscara w 1988 roku film Technological Threat) jako australijsko-amerykańska koprodukcja, która później była dystrybuowana przez 20th Century Fox.
Niezależna animacja w Australii obejmuje również prace Felixa Colgrave'a i uznanego animatora poklatkowego Adama Elliota, znanego ze zdobywcy Oscara Harvie Krumpet (2003) i jego filmu fabularnego Mary and Max (2009).

### Kanada
Poza NFB, niezależna animacja w całości z Kanady obejmuje również Marva Newlanda, który jest najbardziej znany ze swojego kultowego animowanego filmu krótkometrażowego Bambi Meets Godzilla z 1969 roku, Danny'ego Antonucciego (twórcy Eda, Edda i Eddy'ego), znanego z krótkometrażowego filmu Lupo the Butcher z 1987 roku oraz kolażowych prac Winstona Hackinga.

### Izrael
Niezależne animacje z Izraela obejmują wspomniany wcześniej Walc z Baszirem i nominowany do Oscara w 2023 r. krótkometrażowy List do świni Tala Kantora.

### Godne uwagi niezależne filmy animowane z innych krajów
- Piłkarzyki rozrabiają (Argentyna)[120]
- Sekret księgi z Kells (Irlandia)[86]
- Robot Dreams (Hiszpania)[121]
- Nie możemy żyć bez kosmosu (Rosja)[122]
- Ersatz (Jugosławia)[108]
- Chłopi (Polska)[123]
- Harpya (Belgia)[124]

## Studia animacji niezależnej

### SpindleHorse Toons
SpindleHorse Toons jest niezależną wytwórnią animacji, stworzoną przez Vivienne „VivziePop” Medrano w 2018 r., z siedzibą w Burbank w Kalifornii. Wytwórnia jest odpowiedzialna za produkcję seriali Hazbin Hotel (współanimowaną z Bento Box Entertainment i współprodukowaną z A24) i Helluva Boss.

### Glitch Productions
Glitch Productions to australijskie studio animacji odpowiedzialne za produkcję Meta Runner, Murder Drones i The Amazing Digital Circus. Studio znalazło się na liście Forbes „30 Under 30” w 2023 r. w kategorii Media, Marketing & Advertising.

### BreakThru Films
BreakThru Films to niezależna wytwórnia filmowa z siedzibą w Sopocie. Została założona w 2002 roku przez Hugh Welchmana i początkowo miała siedzibę w Wielkiej Brytanii. W 2006 r. BreakThru Films stworzyło film Piotruś i wilk nagrodzony Oscarem 2007 za Najlepszy Krótkometrażowy Film Animowany. Studio znane jest również z nominowanych do Oscara filmów Twój Vincent oraz Chłopi.

## Oglądalność
Odcinek pilotażowy serialu Hazbin Hotel opublikowany w serwisie YouTube 28 października 2019 r. osiągnął 90 milionów wyświetleń w ciągu 4 lat od swojej premiery i 109 milionów wyświetleń w czerwcu 2024 r. Odcinek pilotażowy The Amazing Digital Circuis osiągnął opublikowany 14 października 2023 r. przekroczył 150 milionów wyświetleń przed grudniem 2023 r.
1 sezon Hazbin Hotel opublikowany 19 stycznia 2024 r. na Prime Video pobił rekord serwisu streamingowego, przebijając oglądalność Niezwyciężonego i tym samym stając się najbardziej popularną animacją na platformie.
W kwietniu 2024 r. Parrot Analytics ustalił, że popyt na Helluva Boss jest 24,6 razy większy niż na przeciętny serial telewizyjny w Stanach Zjednoczonych w ciągu ostatnich 30 dni od badania.  2,7% wszystkich seriali na tym rynku cieszy się takim popytem.

## Finansowanie
Animacje niezależne obecnie udostępniane są najczęściej bezpłatnie w serwisie YouTube. Ich finansowanie oparte jest na dochodach z reklam YouTube, serwisów crowdfundingowych, takich jak Patronite lub Kickstarter, oraz merchandisingu. 
Szczególnym sukcesem okazała się kampania crowdfundingowa Lackadaisy. Po jej rozpoczęciu 25 lipca 2023 r., z pierwotnym celem zebrania 85 000 dolarów do zrealizowania jednego odcinka, kampania przekroczyła sumę 300 000 dolarów w ciągu 6 godzin, 1 miliona w ciągu tygodnia i 2 milionów w ciągu miesiąca. Dzięki tym środkom producenci zrealizowali odcinek pilotażowy i przewidują produkcję sezonu składającego się z 5 odcinków. 
Niektóre animowane seriale początkowo są produkcjami niezależnymi, po czym ich twórcy otrzymali środki ze strony większych wytwórni filmowych. Przykładowo, Hazbin Hotel był pierwotnie projektem freelancerki Vivienne Medrano utrzymywanym ze środków przesyłanych w serwisie Patronite. Prawie rok po premierze odcinka pilotażowego produkcję pierwszego sezonu przejęło A24, po czym zadebiutował on w Prime Video od stycznia do lutego 2024 r.